# Final Resolution (2010)
Final Resolution (2010) foi um evento de wrestling profissional em formato de pay-per-view promovido pela Total Nonstop Action Wrestling (TNA). Ocorreu no dia 5 de dezembro de 2010 no Impact! Zone em Orlando, Florida. Esta foi a sétima edição da cronologia do Final Resolution.

## Antes do evento
Final Resolution teve lutas de wrestling profissional envolvendo diferentes lutadores com rivalidades e storylines pré-determinadas que se desenvolveram no iMPACT! — programa de televisão da Total Nonstop Action Wrestling (TNA). Os lutadores interpretaram um vilão ou um mocinho seguindo uma série de eventos para gerar tensão, culminando em uma ou várias lutas.

## Resultados
| #                              | Lutas | Estipulação                                                                                                | Duração |
| ------------------------------ | --- | --- | ------- |
| 1                              | Beer Money, Inc. (James Storm e Robert Roode) derrotaram Ink Inc. (Jesse Neal e Shannon Moore)            | Tag Team match para definir os desafiantes nº 1 pelo TNA World Tag Team Championship                       | 10:45   |
| 2                              | Tara derrotou Mickie James                                                                                | Falls Count Anywhere match                                                                                 | 10:25   |
| 3                              | Robbie E (c) derrotou Jay Lethal por desqualificação.                                                     | Singles match pelo TNA X Division Championship, com Cookie suspensa em uma jaula sobre o ringue.           | 08:11   |
| 4                              | Rob Van Dam derrotou Rhino                                                                                | First Blood match                                                                                          | 12:24   |
| 5                              | Douglas Williams derrotou A.J. Styles (c)                                                                 | Singles match pelo TNA Television Championship                                                             | 14:50   |
| 6                              | The Motor City Machine Guns (Alex Shelley e Chris Sabin) (c) derrotaram Generation Me (Max e Jeremy Buck) | Full Metal Mayhem Tag team match pelo TNA World Tag Team Championship                                      | 16:27   |
| 7                              | Abyss derrotou D'Angelo Dinero                                                                            | Casket match                                                                                               | 11:40   |
| 8                              | Jeff Jarrett derrotou Samoa Joe                                                                           | Submission match                                                                                           | 09:05   |
| 9                              | Jeff Hardy (c) derrotou Matt Morgan                                                                       | No Disqualification match pelo TNA World Heavyweight Championship, com Mr. Anderson como árbitro especial. | 12:31   |
| (c) - Campeão(s) antes da luta | | |         |